# Karang Waluh
Karang Waluh is een bestuurslaag in het regentschap Ponorogo van de provincie Oost-Java, Indonesië. Karang Waluh telt 2270 inwoners (volkstelling 2010).